# Metagonimus yokogawai
Metagonimus yokogawai är en plattmaskart. Metagonimus yokogawai ingår i släktet Metagonimus och familjen Heterophyidae. Inga underarter finns listade i Catalogue of Life.

## Bildgalleri

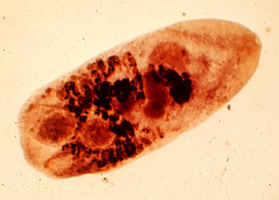
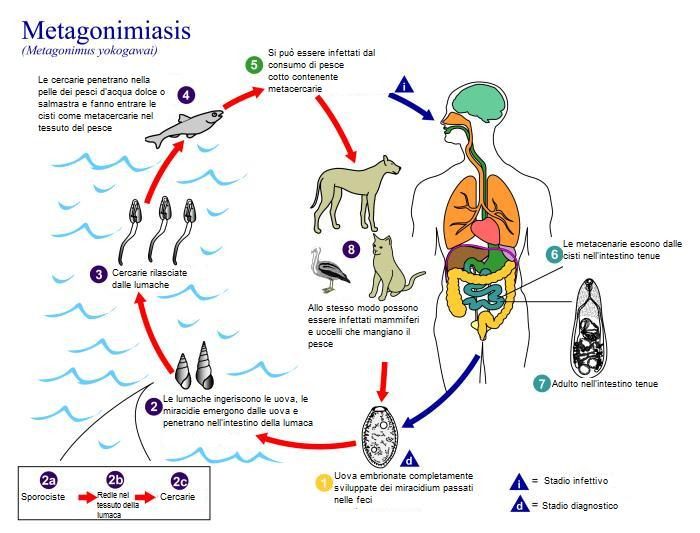
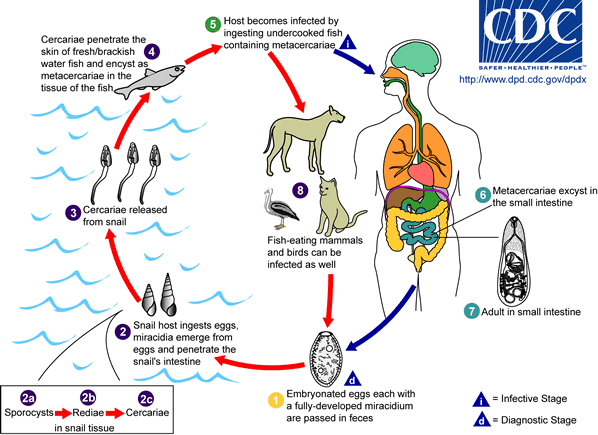
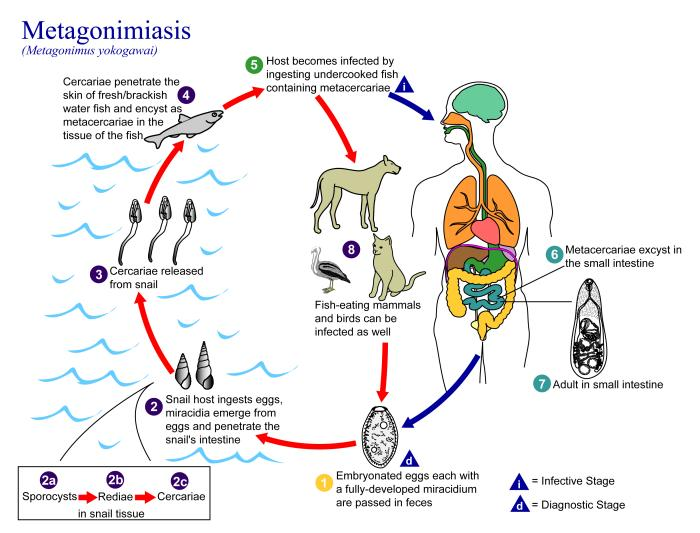